# Ukraïnka (Khabàrovsk)
|  | Per a altres significats, vegeu «Ukraïnka». |

Ukraïnka (en rus: Украинка) és un poble del krai de Khabàrovsk, a Rússia, que el 2012 tenia 97 habitants.